# Cunha (Pante Macassar)
Cunha ist ein osttimoresischer Suco im Verwaltungsamt Pante Macassar (Sonderverwaltungsregion Oe-Cusse Ambeno).

## Geographie
Vor der Gebietsreform 2015 hatte Cunha eine Fläche von 41,96 km². Nun sind es 46,52 km². Der Suco liegt im Süden des Verwaltungsamts Pante Macassar. Nordwestlich befindet sich der Suco Taiboco, nördlich Lalisuc, nordöstlich Bobocasse und östlich Naimeco. Im Südosten grenzt Cunha an das Verwaltungsamt Oesilo mit seinen Sucos Bobometo und Usitasae, im Südwesten an as Verwaltungsamt Nitibe mit den Sucos Lelaufe und Banafi. Der größte Fluss von Oe-Cusse Ambeno, der Tono, bildet im Nordosten des schmalen Sucos ein breites Bett, mit mehreren Seitenarmen und Lagunen. Die Ostgrenze Cunhas bilden größtenteils Nebenflüsse des Tonos: Ekai, Columu und Toko. Der Bena entspringt im Zentrum von Cunha und mündet in den Columu.
Östlich des Tono liegen im Nordosten des Sucos nur die Dörfer Noafafo, Noapai (Noah Pai, Nopai, Noapi), Menoah, Faiteno, Fautmet und Kiumina. Am Ostufer des Tonos führt die Überlandstraße von Passabe nach Pante Macassar, die im Suco sowohl den Tono als auch den Ekai überquert. Zwischen den Flüssen zweigt eine weitere Überlandstraße nach Westen ab, die nach Nuana führt. Hier liegt der Ort Nunuhenu (Noenoe Heno, Nuno-Heno). Weitere Dörfer im Norden von Cunha sind Patikase, Oapjumama, Noeninen (Noeninan), Fatununi, Nunenau, Sabela, Biseo und Jumati. Im Zentrum Cunhas liegen die Orte Nenopen, Sonamnasi und Kiupanaf, im Süden Neofmalo, Maunaben und Usapibela. Grundschulen befinden sich in Noapai (Escola Primaria Noapai), Sonomnasi, Kiupanaf und Maunaben (Escola Primaria Maunaben).
Am Ufer des Tonos findet beim Ort Pasar Tono jeden Dienstag der größte Markt von Oe-Cusse Ambeno statt.
Im Suco befinden sich die fünf Aldeia Maunaben, Noafafo, Noapai, Noeninen und Umenoah.

## Einwohner
In Cunha leben 5.384 Einwohner (2022), davon sind 2.700 Männer und 2.684 Frauen. Im Suco gibt es 1.190 Haushalte. Über 98 % der Einwohner geben Baikeno als ihre Muttersprache an. Minderheiten sprechen Kairui oder Tetum Prasa.

## Geschichte
Im 17. Jahrhundert befand sich in Nunuhenu die Residenz des Herrschers von Ambeno. Im Mai 1912 rebellierte der Herrscher von Ambeno. Alle Portugiesen in dem Reich, die keine Kirchenangehörige waren, wurden zum Regierungssitz von João da Cruz, Usif von Ambeno, gebracht und hingerichtet. Das Kanonenboot Pátria brachte auf Timor stationierte afrikanische Soldaten und 150 Moradores unter dem Kommando von Capitão Pimenta de Castro nach Ambeno. Die Rebellion wurde niedergeschlagen. João da Cruz floh in den niederländischen Teil Timors und Nunuhenu verlor seinen Status als Sitz des Herrschers von Ambeno. Der von den Portugiesen neueingesetzte Verwandte von João da Cruz ließ sich in Tulaica nieder. Zudem wurde das Reich von Ambeno nun endgültig dem Reich von Oecussi und Hugo da Costa untergeordnet.

## Politik
Bei den Wahlen von 2004/2005 wurde Abilio Asqueli zum Chefe de Suco gewählt und 2009 in seinem Amt bestätigt. Bei den Wahlen 2016 gewann Domingos Seco Caunan.

## Bodenschätze
In Maunaben und Sonamnasi befinden sich Gesteinsvorkommen, die als Baustoff verwendet werden können.